# Hormone sinh lý thần kinh
Các hormone sinh lý thần kinh tạo thành một họ các hormone peptide liên quan đến cấu trúc và chức năng. Đại diện chính của chúng là oxytocin và vasopressin. Chúng được đặt tên theo vị trí phóng thích của các hormone vào máu: neurohypophysis (tên gọi khác của tuyến yên sau).
Hầu hết các hormone oxytocin và vasopressin lưu hành được tổng hợp trong các tế bào thần kinh của nhân siêu mô và nhân paraventricular của vùng dưới đồi. Sau đó, chúng được vận chuyển trong các hạt thần kinh dọc theo sợi trục trong ống hạ đồi-thần kinh thực vật bằng dòng chảy qua sợi trục đến các đầu sợi trục tạo thành các dây thần kinh phân tích của tuyến yên sau. Ở đó, chúng được lưu trữ trong cơ thể Herring và có thể được đưa vào lưu thông trên cơ sở các tín hiệu nội tiết tố và khớp thần kinh với sự hỗ trợ từ pituicyte.
Oxytocin điều hòa sự co bóp của cơ trơn của tử cung và tuyến vú, trong khi vasopressin có tác dụng chống bài niệu trên thận, và làm trung gian sự co mạch của các mạch ngoại vi. Do sự giống nhau của hai hormone, có phản ứng chéo: oxytocin có chức năng chống tiết niệu nhẹ, và nồng độ AVP cao có thể gây co bóp tử cung. Có điểm chung của hầu hết các peptide hoạt động, cả hai hormone đều được tổng hợp dưới dạng tiền chất protein lớn hơn được chuyển hóa thành dạng enzyme trưởng thành.